# Isotheca
Isotheca là chi thực vật có hoa trong họ Acanthaceae.